# دانيال براغا
دانيال براغا (6 يوليو 1985 في البرازيل - ) هو لاعب كرة قدم برازيلي في مركز الوسط. لعب مع دنيزلي سبور ونادي ريو كلارو فوتيبول.

## وصلات خارجية
- دانيال براغا على موقع اتحاد تركيا (لاعب) (الإنجليزية)
- دانيال براغا على موقع قاعدة بيانات كرة القدم.إي يو (الإنجليزية)